# Executive order
Aux États-Unis, un executive order est un texte réglementaire émanant du président des États-Unis pour le gouvernement fédéral, ou émanant d'un gouverneur pour le gouvernement d’un État.
Le terme peut se traduire en français par « décret-loi » ou « décret présidentiel » (pour le cas fédéral).

## Histoire
Les décrets présidentiels existent depuis 1789, année d'entrée en fonction du premier président américain, George Washington, et permettent souvent d'orienter l'action de l'exécutif. Ils acquièrent parfois force de loi lorsqu'ils viennent compléter ou instituer certaines lois du Congrès. La Constitution ne contient pas cette notion mais le deuxième article donne au président des prérogatives pour exécuter les lois.
Jusqu'au début du XXe siècle, les décrets présidentiels n'étaient en général pas publiés : ils demeuraient confidentiels, à la discrétion des seules agences gouvernementales concernées. Cependant, le département d'État instaura en 1907 un système de publication numéroté, ayant un effet rétroactif allant jusqu'à un décret du 20 octobre 1862 signé par le président Abraham Lincoln, qui instaurait alors des tribunaux militaires en Louisiane. Au XXIe siècle, seules les directives de sécurité nationale (presidential directive (en)) demeurent secrètes.
Jusqu'aux années 1950, il n'y avait aucune règle qui explicitait ce que le président pouvait, ou non, décréter. La décision de la Cour suprême en 1952, dans le cas Youngstown Sheet & Tube Co. v. Sawyer (en), mit fin à cet état de fait. La Cour jugea en effet illégitime le décret présidentiel 10340 du président Harry S. Truman, qui plaçait toutes les aciéries sous contrôle fédéral, en invoquant le fait que ce décret tentait de créer une loi plutôt que de clarifier ou de poursuivre la mise en vigueur d'une loi votée par le Congrès. Depuis cette décision, les présidents citent en général sous l'autorité de quelle loi ils placent leurs décrets présidentiels.
Le président peut émettre un Executive order si une urgence l'exige et ne pouvant attendre l'approbation du Congrès ou pour contourner une obstruction. Ils peuvent être contestés dans les tribunaux et annulés par le système judiciaire fédéral si ils outrepassent les pouvoirs de l'exécutif. Ils peuvent être annulés par un Executive order du successeur au bureau ovale. 
Certains décrets présidentiels ont autorisé des guerres, telles que la guerre du Kosovo de 1999 sous Bill Clinton ; mais toutes guerres de la sorte ont fait l’objet de résolutions du Congrès les approuvant.
L'étendue des pouvoirs militaires du président, et celle de la loi sur les pouvoirs de guerre de 1973 (qui prévoit notamment que les troupes américaines ne peuvent être mobilisées en dehors du territoire américain que pendant soixante jours au maximum), n'est pas clarifiée au niveau constitutionnel.

### Actions spécifiques
Le décret présidentiel 9066, qui autorisa l'internement des Japonais américains lors de la Seconde Guerre mondiale ou l'Executive Order 6102, institué au moment du New Deal en 1933 sont notamment restés célèbres. Le décret 9066 autorisant l'internement des Japonais fut avalisé par la Cour suprême dans l’arrêt Korematsu v. United States. Roosevelt détient le record du plus grand nombre d'Executive order réalisés.
C'est par un ordre exécutif du 13 novembre 2001 que le président George W. Bush a créé la juridiction d'exception des Commissions militaires de Guantanamo pour juger les « combattants illégaux » dans le cadre de la « guerre contre le terrorisme ». La Cour suprême jugea néanmoins, lors de Hamdan v. Rumsfeld (en) (2006), que ces tribunaux militaires violaient l'article 3 de la Convention de Genève sur les prisonniers de guerre. Le Congrès vota par la suite le Military Commissions Act de 2006, qui fut par la suite lui aussi contesté, la Cour suprême jugeant notamment dans Boumediene v. Bush (en) que ses dispositions ne garantissaient pas l’habeas corpus.

## State executive orderd'un gouverneur d’un État américain
Les gouverneurs aux États-Unis ont aussi le droit d’émettre des executive orders, dénommé State executive order.